# Eritrea vasúti közlekedése

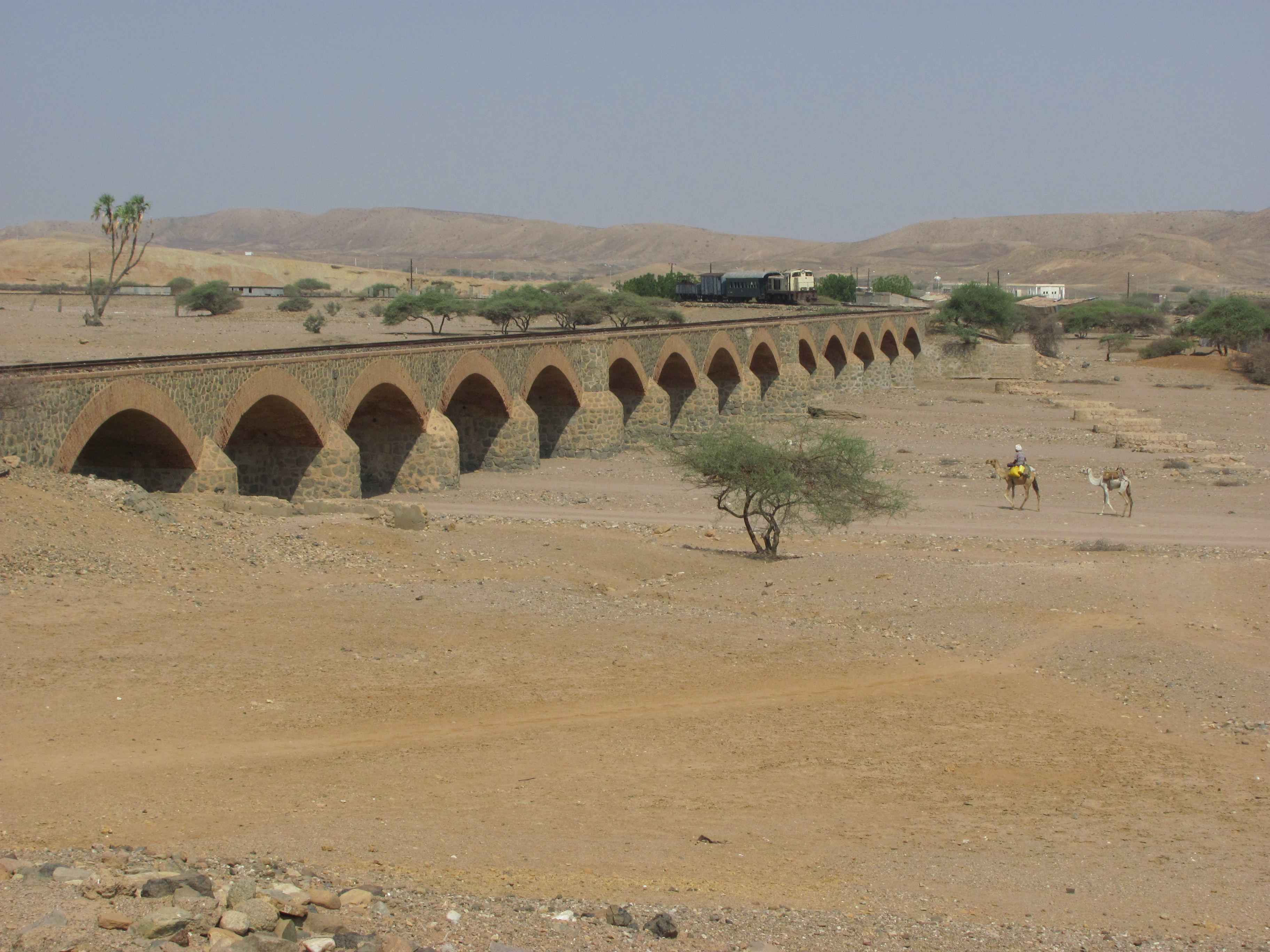
Vasúti híd a kiszáradt Obel-folyó völgye felett

Eritrea vasúthálózatának hossza 2010-ben 306 km volt, mely 950 mm-es nyomtávolságú. Villamosított vonalak nincsenek az országban. A hálózat mindössze egy vonalból áll Etiópia felé.

## Vasúti kapcsolata más országokkal
- Etiópia - igen, eltérő nyomtávolság - 950 mm/1000 mm